# Hysterotettix uniformis
Hysterotettix uniformis är en insektsart som beskrevs av Christiane Amédégnato 1985. Hysterotettix uniformis ingår i släktet Hysterotettix och familjen gräshoppor. Inga underarter finns listade i Catalogue of Life.